# Sainte-Rose-du-Nord
Pour les articles homonymes, voir Sainte-Rose.
Sainte-Rose-du-Nord est une municipalité de paroisse du Québec faisant partie de la municipalité régionale de comté du Fjord-du-Saguenay, située dans la région administrative du Saguenay–Lac-Saint-Jean.

## Toponymie

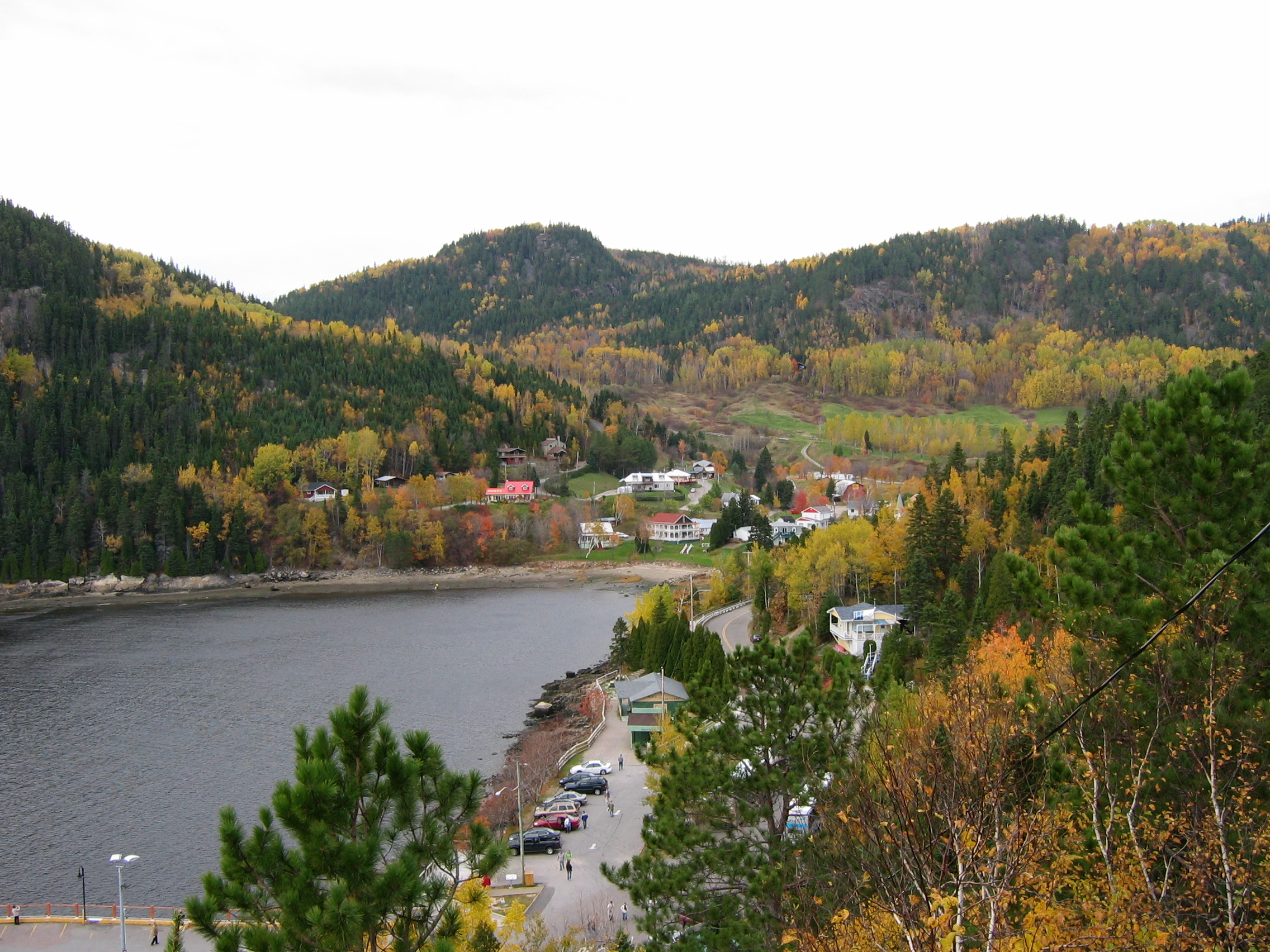
Anse Théophile, Sainte-Rose-du-Nord.

La paroisse est nommée en l'honneur de Rose de Lima.

## Histoire

### Héraldique
| Foi et ténacité |
| --------------- |

| L'écu de Sainte-Rose-Du-Nord se blasonne ainsi : D'azure à la rose de gueules à dextre, d'une étoile d'argent à senestre et l'abeille d'or en pointe accompagné de trois triangles versés de sinople mouvant du chef. Attention : Ce blasonnement n'est pas officiel, il a été établi à partir d'une représentation graphique. |

## Géographie
La municipalité est située au fond de l'anse Théophile sur la rive nord du fjord du Saguenay, entre Chicoutimi et Tadoussac.

### Hydrographie
La rivière Saguenay délimite le sud de la municipalité en coulant vers l'est.

### Climat
| Mois                     | jan. | fév. | mars | avril | mai | juin | jui. | août | sep. | oct. | nov. | déc. | année |
| ------------------------ | ---- | ---- | ---- | ----- | --- | ---- | ---- | ---- | ---- | ---- | ---- | ---- | ----- |
| Température moyenne (°C) | −16  | −14  | −7   | 2     | 10  | 15   | 18   | 16   | 11   | 5    | −3   | −11  | 2     |
| Précipitations (mm)      | 84   | 69   | 57   | 65    | 105 | 112  | 142  | 117  | 130  | 110  | 85   | 100  | 1 176 |
| dont pluie (mm)          | 6    | 7    | 16   | 45    | 105 | 112  | 142  | 117  | 130  | 103  | 44   | 7    | 834   |
| dont neige (cm)          | 78   | 62   | 41   | 20    | 1   | 0    | 0    | 0    | 0    | 7    | 51   | 93   | 353   |

## Démographie
| 1996 | 2001 | 2006 | 2011 | 2016 | 2021 |
| ---- | ---- | ---- | ---- | ---- | ---- |
| 403  | 409  | 441  | 413  | 439  | 434  |

## Administration
Les élections municipales se font en bloc pour le maire et les six conseillers.
| Sainte-Rose-du-Nord Maires depuis 2001                                                                               |                   |         |          |
| Élection | Maire             | Qualité | Résultat |
| 2001 | Gérard Duval      |         | Voir     |
| 2005 | Laurent Thibeault |         | Voir     |
| 2009 | Laurent Thibeault | Voir    |          |
| 2013 | Laurent Thibeault | Voir    |          |
| 2017 | Laurent Thibeault | Voir    |          |
| 2021 | Claude Riverin    |         | Voir     |
| Élection partielle en italique Depuis 2005, les élections sont simultanées dans toutes les municipalités québécoises |                   |         |          |

### Tourisme
Sainte-Rose-du-Nord fait partie de l'Association des plus beaux villages du Québec.

### Culture et Société
En 2008 le réalisateur québécois Robert Ménard tourna en janvier le film Le Bonheur de Pierre.
De 2012 à 2014, l'organisme de Ste-Rose du Nord L'Art salé organisa Le Fabuleux Festival International du Folk Sale qui accueillit des milliers de festivaliers du monde entier. À la suite de la mort du festival en 2014, l'équipe de l'art salé décida d'organiser un festival axé sur les discussions citoyennes et les arts, Virage qui se tient au début juillet depuis 2015.